# Louis Debrouwer
Louis Debrouwer, né le 13 mai 1879 à Dunkerque et mort le 18 juin 1967 à Vichy, est un architecte français

## Biographie
Louis Léon Eugène Debrouwer naît le 13 mai 1879 à Dunkerque dans le département du Nord. Il est le fils de Louis Charles Debrouwer (1840-1903), le président de « l'Abeille », société des secours mutuels des employés de Dunkerque et d'Ernestine Léontine Honorine Goetgheluck. Avec son frère Georges, son aîné de 18 mois, ils partent faire leurs études à Paris vers 1898.
Il est élève de Jean-Louis Pascal à l'École des Beaux-Arts de Paris (promotion 1903, première classe 1905). Il devient en juin 1908 architecte diplômé par le gouvernement. Dès ses débuts, il utilise le procédé de construction en béton armé inventé à la fin du XIXe siècle par François Hennebique.
Jusqu'en 1914, il est architecte à Calais. Sa première grande réalisation est l'hôtel de ville de Calais. Il se voit également confier la construction du collège Sophie-Berthelot, de l'hôtel des Postes du boulevard Gambetta, de l'immeuble de l'Union calaisienne, de la maternité et de l'abattoir.
Le 2 juin 1910 à Calais, il épouse Jeanne Marie Bernard avec qui il aura deux enfants, Jean-Louis et Louise.
Associé avec Pierre Drobecq, il réalise au Touquet-Paris-Plage, l'hôtel de ville, l'hôtel Royal Picardy et l'hôtel des Anglais et à Boulogne-sur-Mer, l'immeuble Dervaux.
En 1935, il a ses bureaux au 2 rue Michel-Ange dans le 16e arrondissement de Paris et au 10 avenue de la Gare à Calais.
Il meurt le 18 juin 1967 à Vichy dans le département de l'Allier.

## Réalisations notables
- 1911-1925 : hôtel de ville de Calais  Inscrit MH [5]
- 1922 : immeuble Dervaux, 87 Grande-Rue à Boulogne-sur-Mer  Inscrit MH [6]
- 1929 : hôtel Royal Picardy au Touquet-Paris-Plage
- 1931 : hôtel de ville du Touquet-Paris-Plage Inscrit MH [7]

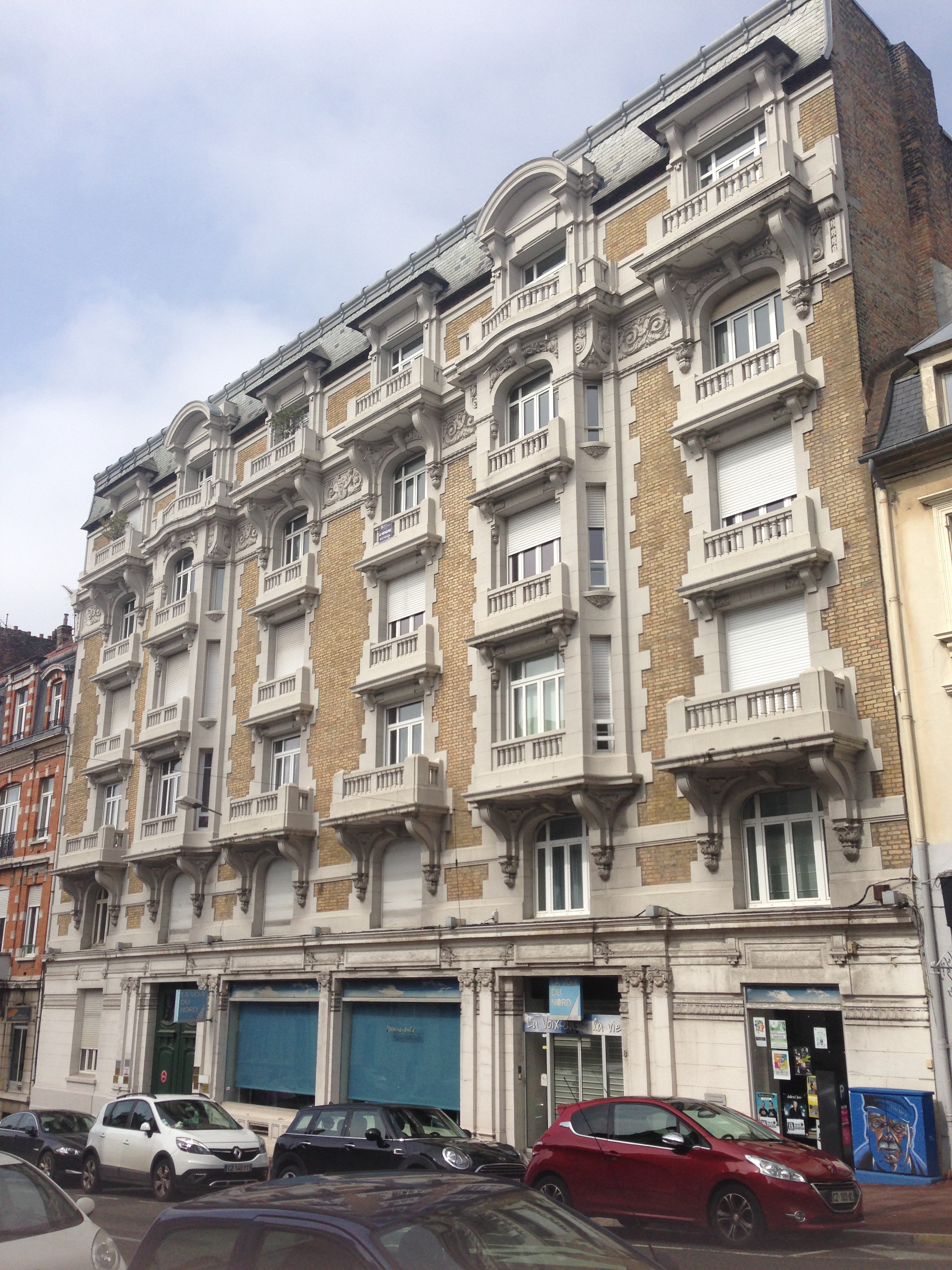
Immeuble Dervaux, Boulogne-sur-Mer
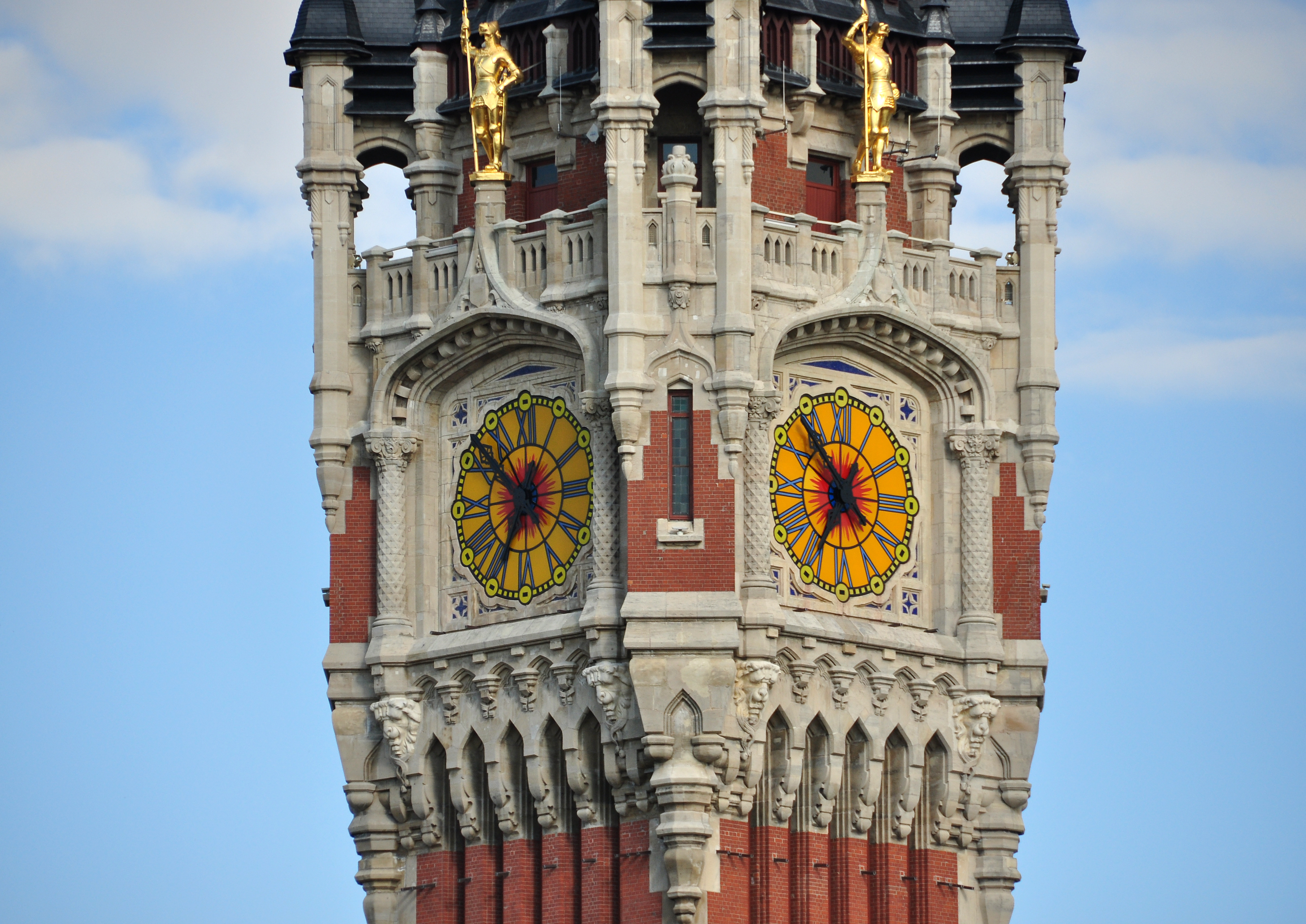
Beffroi, Hôtel de ville de Calais

## Distinction
Louis Debrouwer est nommé officier d'académie.

## Pour approfondir